# جسم هيرانو
أجسام هيرانو هي تجمعات للأكتين والبروتينات المرتبطة به داخل الخلية، لاحظها أساو هيرانو لأول مرة في العصبونات عام 1965. ولم يُعتمد اسم «أجسام هيرانو» حتى عام 1968 بعد ثلاث سنوات من ملاحظ هيرانو هذه البروتينات لأول مرة.
توجد أجسام هيرانو في عصبونات المصابين ببعض اضطرابات التحلل العصبي مثل مرض الزهايمر ومرض كروتزفيلد جاكوب.
وُصف أجسام هيرانو لأول مرة في مرضى كانوا يعانون من تراكب مرض التصلب الجانبي الضموري والشلل الرعاش-الخرف.  وقد وُجدت أجسام هيرانو في أغلب الزوائد العصبية في الطبقة الهرمية ضمن قطاع سومر الموجود في الحصين، وتنشأ هذه الأجسام غالبا بسبب تغيرات نظام الخيط الدقيق المرتبطة بالعمر. وغالبًا ما يتم وصف أجسام هيرانو في شكل قضبان أو بلورات يوزينية (تُعطي لونا ورديا عند صبغها بالهايماتوكسيلين واليوزين)، وكثيرا ما توجد في خلايا الحصين الهرمية. وقد أُبلغ عن نموذج تجريبي لتكوين أجسام هيرانو، وذلك باستخدام سلالة معدلة وراثيا من العفن الغروي Dictyostelium discoideum.

## روابط خارجية
- هيئات هيرانو
- جثث هيرانو بواسطة «من أطلق عليها؟»
- كيف جاء العفن الوحل لمساعدة أبحاث الزهايمر